# Sheena (film)
Sheena is een Brits-Amerikaanse avonturenfilm uit 1984. De film is gebaseerd op de stripserie Sheena, koningin van de jungle.

## Plot
Nadat haar ouders komen te overlijden wordt Sheena opgevoed in de jungle van een Afrikaans land door een Sjamaan. Wanneer haar stiefmoeder wordt beschuldigd van de moord op een politicus moeten Sheena en een journalist genaamd Vic Casey op de vlucht voor de echte moordenaar.

## Ontvangst
De recensies voor de film waren zeer slecht. De film bracht slechts 5 miljoen dollar op van zijn oorspronkelijke budget van 25 miljoen.
De film was genomineerd voor vijf Razzies maar won er geen.

## Rolverdeling
| Acteur                     | Personage         |
| -------------------------- | ----------------- |
| Tanya Roberts              | Sheena            |
| Ted Wass                   | Vic Casey         |
| Donovan Scott              | Fletch Agronsky   |
| Prinses Elizabeth van Toro | Shaman            |
| France Zobda               | Countess Zanda    |
| Trevor Thomas              | Prince Otwani     |
| Clifton Jones              | King Jabalani     |
| John Forgeham              | Colonel Jorgensen |
| Errol John                 | Boto              |